# Fred Grandy
Frederick Lawrence (Fred) Grandy (Sioux City, 29 juni 1948) is een Amerikaans acteur, scenarioschrijver, politicus en radiopresentator.

## Biografie
Grandy heeft gestudeerd aan de Harvard-universiteit in Cambridge (Massachusetts) en haalde in 1970 met cum laude zijn diploma in Engels. Naast Engels spreekt hij ook Frans en Arabisch.
Grandy begon in 1973 met acteren in de televisieserie Love, American Style. Hierna heeft hij nog meerdere rollen gespeeld in televisieseries en films. Het meest bekend is hij met zijn rol als purser Gopher Smith met de televisieserie The Love Boat waar hij in tweehonderdzesenveertig afleveringen speelde (1977-1986). Voor deze televisieserie heeft hij ook twaalf afleveringen geschreven als scenarioschrijver.
Grandy was naast acteur ook actief als politicus in de Republikeinse Partij, zo werd hij in 1986 gekozen in het Huis van Afgevaardigden voor Iowa. Hij heeft altijd beweerd dat hij dit te danken had over het feit dat hij bekend was van de televisie. In 1994 wilde hij proberen om gouverneur van Iowa te worden maar verloor de verkiezing van zijn opponent met een verschil van maar vier procent van de stemmen. Grandy is ook actief als radiopresentator in vooral politieke radioshows voor verschillende radiostations. In maart 2011 werd hij geschorst als presentator nadat hij in een radioshow flink tekeer ging tegen de islam.

## Filmografie

### Films
Uitgezonderd korte films.
- 2023 I'll Be Right There - als dr. Hoover
- 2019 The Wedding Year - als priester
- 2019 Play the Flute - als pastor Lawrence
- 1977 The Lincoln Conspiracy – als David Herold
- 1977 Duffy – als Cliff Sellers
- 1977 The Love Boat II – als Gopher
- 1976 Smilin' Saturday Morning Special – als Walter
- 1975 Death Race 2000 – als Herman de Duitser
- 1974 The Fireman's Ball  -als ??
- 1973 The Girl Most Likely to... – als dr. Ted Gates

### Televisieseries
Uitgezonderd eenmalige gastrollen.
- 2022 Sprung - als Horace Tackleberry - 3 afl.
- 2018 - 2019 Knight Squad - als Wizard Hogancross - 6 afl.
- 2017 General Hospital - als pastoor Corey - 2 afl.
- 2014 - 2017 The Mindy Project - als dr. Ledreau - 9 afl.
- 1977 – 1986 The Love Boat – als purser Gopher Smith – 246 afl.
- 1976 Monster Squad – als Walter – 5 afl.
- 1973 – 1974 Maude – als Chris – 7 afl.

- Biblioteca Nacional de España: XX5029685
- Bibliothèque nationale de France: cb15840675m (data)
- Gemeinsame Normdatei: 1274695112
- International Standard Name Identifier: 0000 0001 0797 317X
- Library of Congress Control Number: no2012107290
- Nationale Bibliotheek van Tsjechië: xx0179072
- SNAC: w6gx6xwk
- Biographical Directory of the United States Congress: G000371
- Virtual International Authority File: 15105059
- WorldCat: E39PBJg8GgyPT7bDhWH8KTdJDq